# 350'erne
Århundreder: 3. århundrede – 4. århundrede – 5. århundrede
Årtier: 300'erne 310'erne 320'erne 330'erne 340'erne – 350'erne – 360'erne 370'erne 380'erne 390'erne 400'erne
År: 350 351 352 353 354 355 356 357 358 359